# ۱۷۵۰ (میلادی)

## رویدادها
کریم‌خان زند با لقب وکیل الرعایا به فرمانروایی بخش بزرگی از ایران رسید.

## مرگ‌ها
۲۸ ژوئیه: یوهان سباستین باخ آهنگساز آلمانی.
- ۱۶ اکتبر – سیلویس لئوپلد وایس، آهنگساز آلمانی (ز. ۱۶۸۷)

## منبع
Wikipedia contributors, "1750," Wikipedia, The Free Encyclopedia, http://en.wikipedia.org/w/index.php?title=1750&oldid=200797623